# Kelly Ickmans
Kelly Ickmans est une joueuse de football belge née le 27 décembre 1987 à Tongres. 

## Biographie
Elle débute en D1 à Oud-Heverlee Louvain à l'âge de 16 ans. En 2007, elle part au K Kontich FC, elle y reste une saison. De 2008 à 2010, elle joue au FCF White Star Woluwé. Entre 2010 et 2012, elle joue à Waasland Beveren-Sinaai Girls, elle y gagne une Coupe de Belgique.  De 2012 à 2014, elle joue deux saisons au Standard de Liège, club avec lequel elle remporte deux championnats de Belgique, une Coupe de Belgique et une Super Coupe de Belgique. Elle dispute aussi un match de Ligue des Champions. 
En juin 2014, elle est transférée au K Kontich FC.

## Palmarès
- Championne de Belgique (2): 2013 - 2014 avec le Standard de Liège
- Vainqueur de la Coupe de Belgique (2) : 2011 - 2014 avec le Standard de Liège
- Vainqueur de la Super Coupe de Belgique (1) : 2012 avec le Standard de Liège
- Doublé Championnat de Belgique-Coupe de Belgique (1): 2014

### Bilan
- 5 titres

## Statistiques

### Ligue des Champions
- 2012-2013: 1 match avec le Standard de Liège